# Ландовски, Поль
Поль Ландо́вски (фр. Paul Landowski; 1 июня 1875, Париж — 31 марта 1961, Булонь-Бийанкур) — французский скульптор, мастер парижского ар-деко, создатель колоссальной статуи Христа-Искупителя в Рио-де-Жанейро. Член Института Франции — Академии изящных искусств по классу скульптуры (с 1926; на кресле № 3).

## Биография
Поль Ландовски был директором римской художественной академии Вилла Медичи, позднее — директором парижской Академии изящных искусств и куратором Всемирной выставки 1937 года. Его известнейшей работой является гигантская скульптура — статуя Христа-Искупителя в Рио-де-Жанейро, которую П. Ландовски создал в течение пятилетней работы по планам бразильского инженера Эйтора да Силва Коста. Статуя Христа была открыта в 1931 году. Другой известной работой П. Ландовски является скульптурная группа для стены Реформации на территории университета Женевы. Ещё одним примечательным монументом Ландовского считается статуя Святой Женевьевы, покровительницы Парижа, на мосту Турнель.
На летних Олимпийских играх 1928 года в Амстердаме Поль Ландовски принял участие в конкурсе искусств и по его итогам был награждён золотой медалью за скульптуру «Боксёр».
Сын П. Ландовски Марсель — французский композитор.

## Галерея

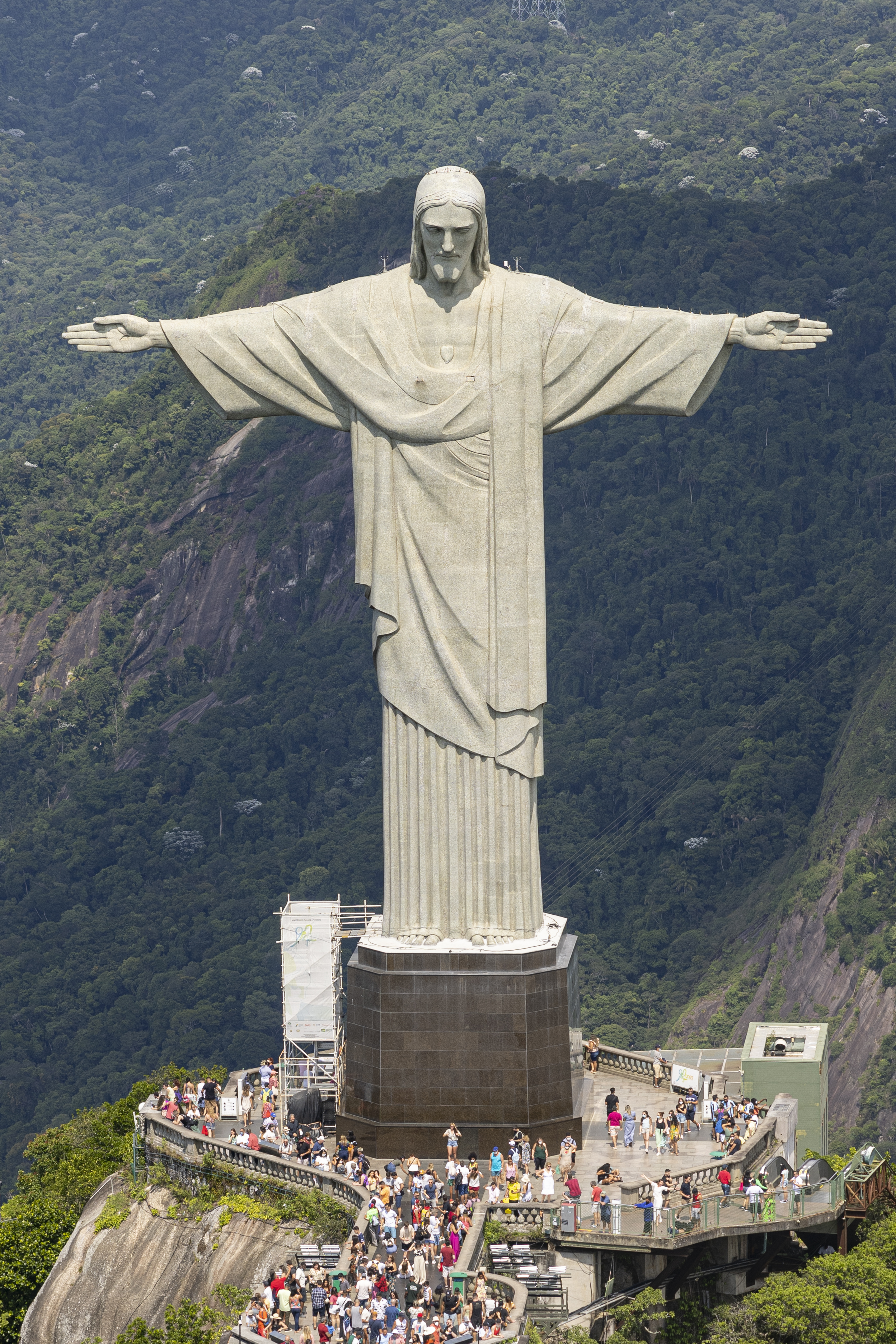
Статуя Христа-Искупителя в Рио-де-Жанейро
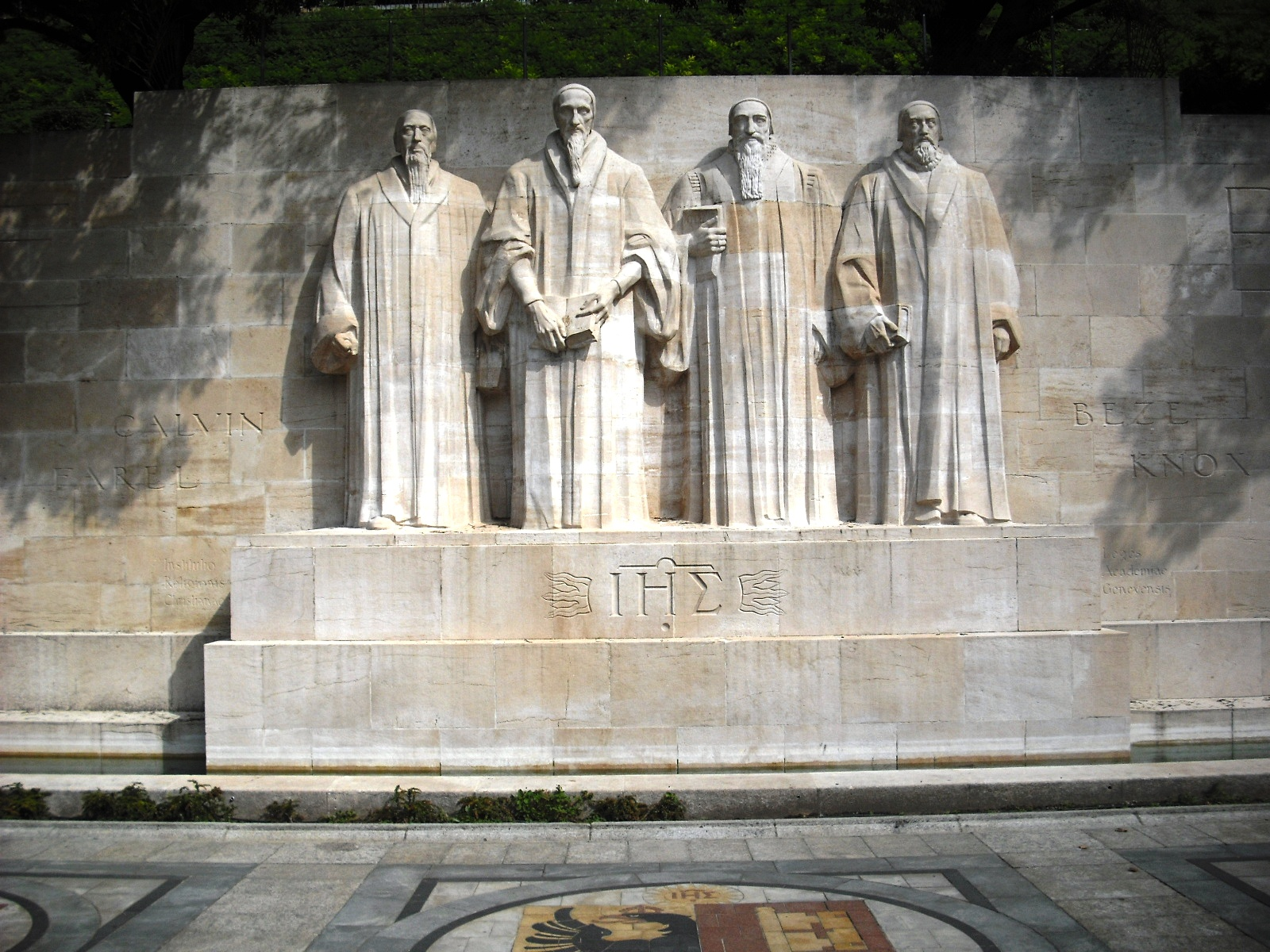
Памятник Реформации в Женеве
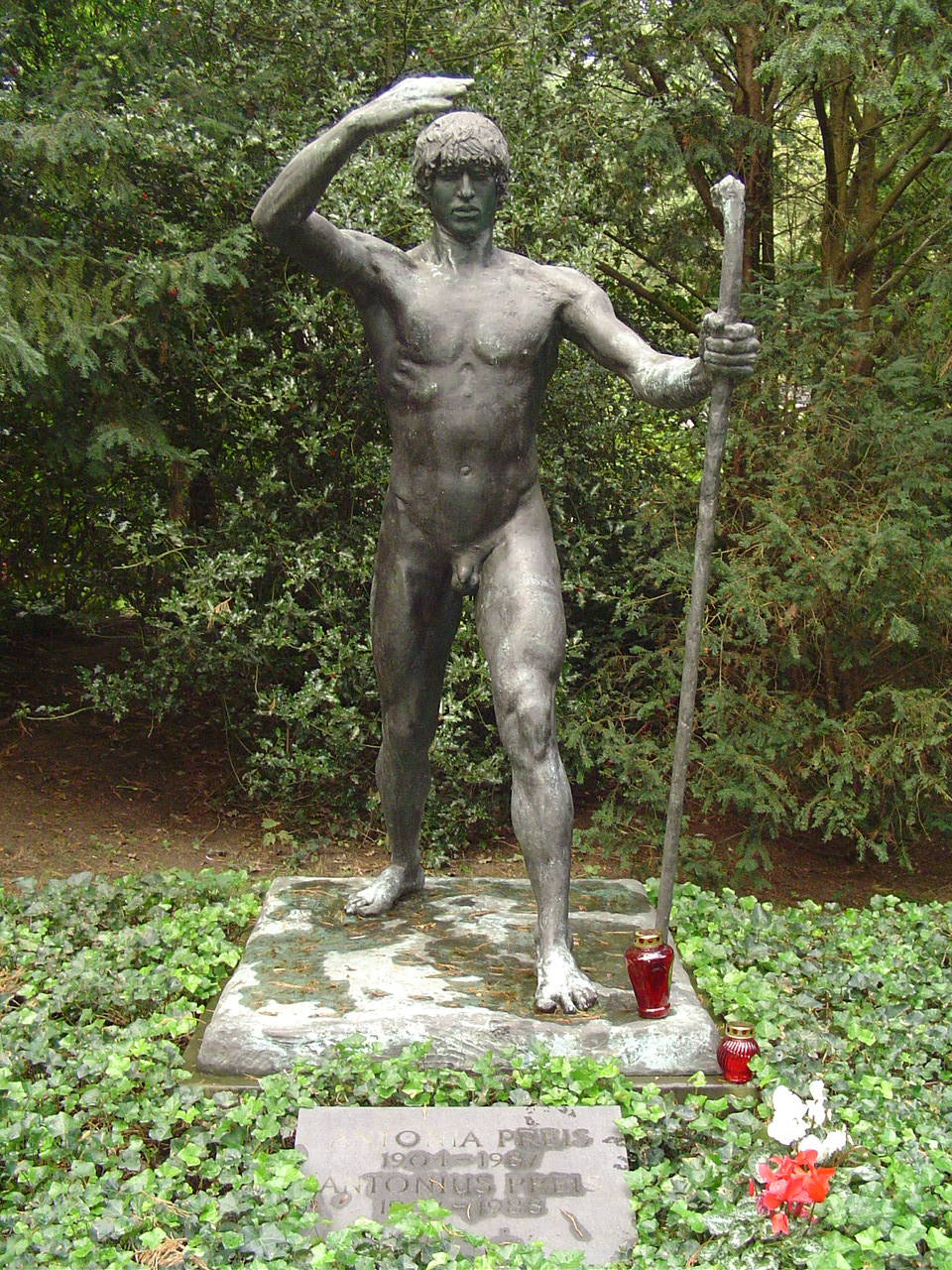
Памятник Антониусу Прейсу, Дюссельдорф